# Qarah Shīrān
Qarah Shīrān (persiska: قَرِه شيران, قَرَ چِنار, قره شيران, Qareh Shīrān) är en ort i Iran.   Den ligger i provinsen Ardabil, i den nordvästra delen av landet, 400 km nordväst om huvudstaden Teheran. Qarah Shīrān ligger 1 633 meter över havet och antalet invånare är 720.
Terrängen runt Qarah Shīrān är kuperad söderut, men norrut är den platt. Qarah Shīrān ligger nere i en dal.Runt Qarah Shīrān är det ganska tätbefolkat, med 139 invånare per kvadratkilometer. Närmaste större samhälle är Nīr, 7,1 km norr om Qarah Shīrān. Trakten runt Qarah Shīrān består i huvudsak av gräsmarker.